# ...И правда за све
...И правда за све (енгл. ...And Justice for All) америчка је драмедија из 1979. коју је режирао Норман Џуисон.
Адвокат одбране Артур Киркланд налази се у кризи савести и етике, када је приморан да брани судију у случају силовања који би могао бити крив.

## Радња
Адвокат идеалиста Артур Киркленд жестоко се бори за правду и „правду за све”. Међутим, његови напори се углавном испостављају узалудни. Због правних формалности, невина особа је затворена, други клијент је заглибљен у измишљеном случају против њега. Поврх свега, Артур је тај који има непријатан задатак да на суду брани корумпираног судију Флеминга од оптужби за силовање. Био би срећан да изгуби овај случај, али ако не успе у одбрани, херој ће издати своја начела.